# Campionati del mondo di atletica leggera indoor 2025 - Salto triplo femminile
La gara del salto triplo femminile dei campionati del mondo di atletica leggera indoor 2025 si è svolta il 23 marzo 2025 a Nanchino.

## Podio
| Pos.    | Atleta                  | Nazionalità | Misura  |
| ------- | ----------------------- | ----------- | ------- |
| Oro     | Leyanis Pérez Hernández | Cuba        | 14,93 m |
| Argento | Liadagmis Povea         | Cuba        | 14,57 m |
| Bronzo  | Ana Peleteiro-Compaoré  | Spagna      | 14,29 m |

## Situazione pre-gara

### Record
Prima di questa competizione, il record del mondo e il record dei campionati erano i seguenti.
| Record                | Prestazione | Atleta                  | Data e luogo                   | Competizione                     |
| --------------------- | ----------- | ----------------------- | ------------------------------ | -------------------------------- |
| Record mondiale       | 15,74 m     | Yulimar Rojas Venezuela | 20 marzo 2022 Belgrado, Serbia | Campionati del mondo indoor 2022 |
| Record dei campionati | 15,74 m     | Yulimar Rojas Venezuela | 20 marzo 2022 Belgrado, Serbia | Campionati del mondo indoor 2022 |

## Qualificazioni
Per il salto triplo femminile il periodo di qualifica andava dal 1º settembre 2024 al 9 marzo 2025. Gli atleti potevano ottenere la qualificazione rientrando nello standard di 14,60 m, con una wildcard o in base al loro piazzamento nel World Athletics Rankings.

## Risultati

### Finale
La finale diretta si è tenuta il 23 marzo alle ore 19:10.
| Pos     | Atleta                  | Nazionalità | 1ª prova | 2ª prova | 3ª prova | 4ª prova | 5ª prova | 6ª prova | Risultato | Note                                     |
| ------- | ----------------------- | ----------- | -------- | -------- | -------- | -------- | -------- | -------- | --------- | ---------------------------------------- |
| Oro     | Leyanis Pérez Hernández | Cuba        | 14,93 m  | x        | -        | x        | -        | -        | 14,93 m   | Miglior prestazione mondiale stagionale  |
| Argento | Liadagmis Povea         | Cuba        | 14,56 m  | 14,57 m  | 14,22 m  | -        | 11,96 m  | 13,95 m  | 14,57 m   | Miglior prestazione personale stagionale |
| Bronzo  | Ana Peleteiro-Compaoré  | Spagna      | 14,24 m  | 14,29 m  | 14,29 m  | 14,02 m  | 14,10 m  | x        | 14,29 m   |                                          |
| 4       | Thea LaFond             | Dominica    | 13,85 m  | 11,84 m  | x        | 14,01 m  | 13,79 m  | 14,18 m  | 14,18 m   | Miglior prestazione personale stagionale |
| 5       | Maja Åskag              | Svezia      | 13,80 m  | 13,83 m  | 14,01 m  | x        | 13,94 m  | x        | 14,01 m   |                                          |
| 6       | Neja Filipič            | Slovenia    | 13,92 m  | x        | x        | x        | 13,38 m  | 12,00 m  | 13,92 m   |                                          |
| 7       | Li Yi                   | Cina        | 13,84 m  | x        | x        | x        | x        |          | 13,84 m   |                                          |
| 8       | Jessie Maduka           | Germania    | 13,82 m  | 13,40 m  | 13,60 m  | 13,20 m  | x        |          | 13,82 m   |                                          |
| 9       | Diana Ion               | Romania     | 13,60 m  | 13,66 m  | 13,61 m  | 13,57 m  |          |          | 13,66 m   |                                          |
| 10      | Marija Sinej            | Ucraina     | 13,25 m  | 13,37 m  | 13,58 m  | x        |          |          | 13,58 m   |                                          |
| 11      | Emilia Sjöstrand        | Svezia      | 13,55 m  | x        | x        |          |          |          | 13,55 m   |                                          |
| 12      | Sharifa Davronova       | Uzbekistan  | x        | 13,44 m  | 13,28 m  |          |          |          | 13,44 m   |                                          |
| 13      | Reciclecia Candido      | Brasile     | 12,54 m  | 13,38 m  | 13,40 m  |          |          |          | 13,40 m   |                                          |